# باشگاه فوتبال تاج نوشهر
باشگاه فوتبال تاج نوشهر یک باشگاه فوتبال ایرانی در شهر نوشهر استان مازندران بود. این باشگاه شعبه تاج در نوشهر بود.

## پیشینه
تاج نوشهر در سال ۱۳۵۰ موفق شد در جام منطقه‌ای ایران حاضر شود اما در این لیگ به رتبه هشتم و آخر رسید. این تنها حضور این تیم در یکی از لیگ‌های سراسری فوتبال ایران بود.